# Сан Андреас (филм)
Сан Андреас (енгл. San Andreas) је амерички акциони драма филм из 2015. године редитеља Бреда Пејтона. Сценарио потписује Карлтон Кјуз на основу приче Андреа Фабрициа и Џеремија Пејсмора, док је продуцент филма Биу Флајн. Музику је компоновао Ендру Локингтон.
Насловну улогу тумачи Двејн Џонсон, док су у осталим улогама Карла Гуџино, Александра Дадарио, Јоан Грифид, Арчи Панџаби и Пол Џијамати. Светска премијера филма је била одржана 29. маја 2015. у Сједињеним Америчким Државама.
Буџет филма је износио 110 000 000 долара, а зарада од филма је 470 000 000 долара.

## Радња
Прича прати пилота хеликоптера и спасиоца Реја (Двејн Џонсон) који након стравичног потреса креће из Лос Анђелеса у Сан Франциско са својом супругом, с којом није у најбољим односима, како би спасили ћерку јединицу. Али, њихово путовање само је почетак ужаса који природа спрема.

## Улоге
| Глумац             | Улога             |
| ------------------ | ----------------- |
| Двејн Џонсон       | Рејмонд Реј Гајнс |
| Карла Гуџино       | Ема Гајнс         |
| Александра Дадарио | Блејк Гејнс       |
| Јоан Грифид        | Даниел Ридик      |
| Арчи Панџаби       | Серена Џонсон     |
| Пол Џијамати       | др Лоренс Хејнс   |